# ماتياس ايبرهارد
ماتياس ايبرهارد (و. 1815 – 1876 م) هو كاهن كاثوليكي ألماني، ولد وتوفي في ترير عن عمر يناهز 61 عاماً.

## مناصب
تولى منصب أسقف كاثوليكي (منذ 3 أغسطس 1862)
- أسقف عنواني  [لغات أخرى]‏
- مطران  [لغات أخرى]‏
- أسقف مساعد  [لغات أخرى]‏[2]

.